# Сураев, Максим Викторович
Макси́м Ви́кторович Сура́ев (род. 24 мая 1972, Челябинск) — депутат Государственной Думы Федерального собрания Российской Федерации VII созыва, лётчик-космонавт Российской Федерации, член Генерального совета Всероссийской политической партии «Единая Россия», член Президиума Регионального политического совета Московского областного регионального отделения Всероссийской политической партии «Единая Россия». Герой Российской Федерации (2010). Полковник ВВС.

## Биография
Максим Викторович Сураев родился 24 мая 1972 года в роддоме Металлургического района города Челябинска Челябинской области в семье преподавателя Челябинского высшего военного авиационного краснознамённого училища штурманов имени 50-летия ВЛКСМ. В Челябинске он прожил около полутора лет.
Детство провел в городе Шадринске Курганской области. Более четырех лет прожил в Монино Московской области, где увлёкся игрой регби, занимался у Н. В. Неруша. В 10 классе имел 1-й спортивный разряд по лыжам. В 1989 году окончил среднюю школу № 5 в городе Ногинске Московской области и поступил в Ейское высшее военное авиационное ордена Ленина училище лётчиков имени дважды Героя Советского Союза В. М. Комарова. В 1994 году с отличием окончил Качинское высшее военное авиационное ордена Ленина Краснознамённое училище лётчиков имени А. Ф. Мясникова по специальности «командно-тактическая истребительная авиация» и поступил в Военно-воздушную инженерную академию имени Н. Е. Жуковского. Академию окончил с отличием в 1997 году с дипломом лётчика-инженера-исследователя. В 2007 году окончил Российскую академию государственной службы при Президенте Российской Федерации по специальности «юриспруденция».
Освоил самолёты Л-39 и Су-27. Налетал более 700 часов. Совершил более 100 прыжков с парашютом. Имеет квалификации: «Военный лётчик 3 класса», «Инструктор парашютно-десантной подготовки», «Офицер-водолаз».
В отряде космонавтов Центра подготовки космонавтов имени Ю. А. Гагарина — с декабря 1997 года.
После прохождения курса общекосмической подготовки в ноябре 1999 года ему была присвоена квалификация космонавта-испытателя. Продолжал подготовку в составе группы космонавтов для полётов на Международную космическую станцию.

### Полёт на МКС

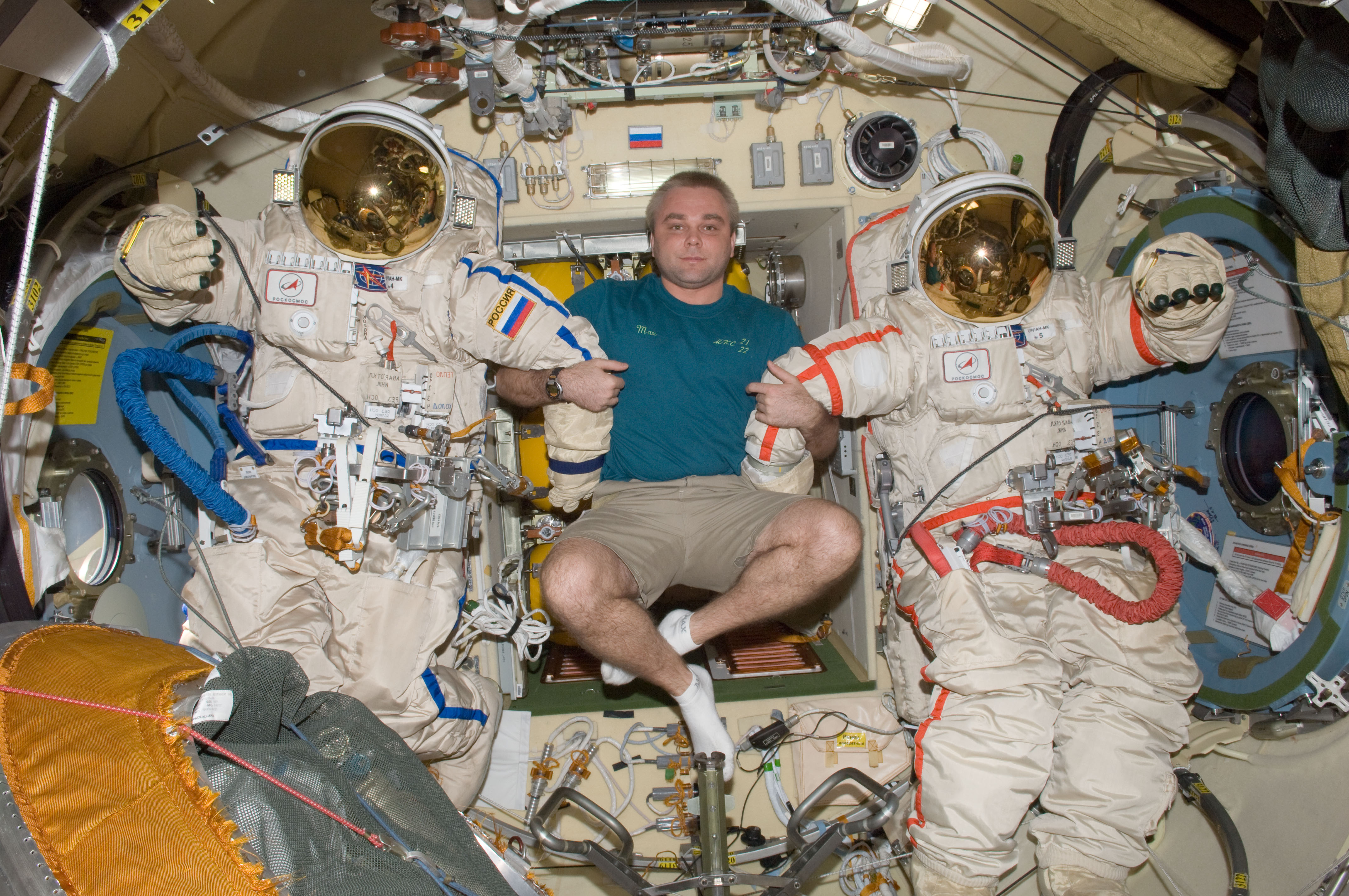
Максим Сураев демонстрирует скафандры «Орлан» в рамках подготовки к выходу в открытый космос, 11 января 2010 г.

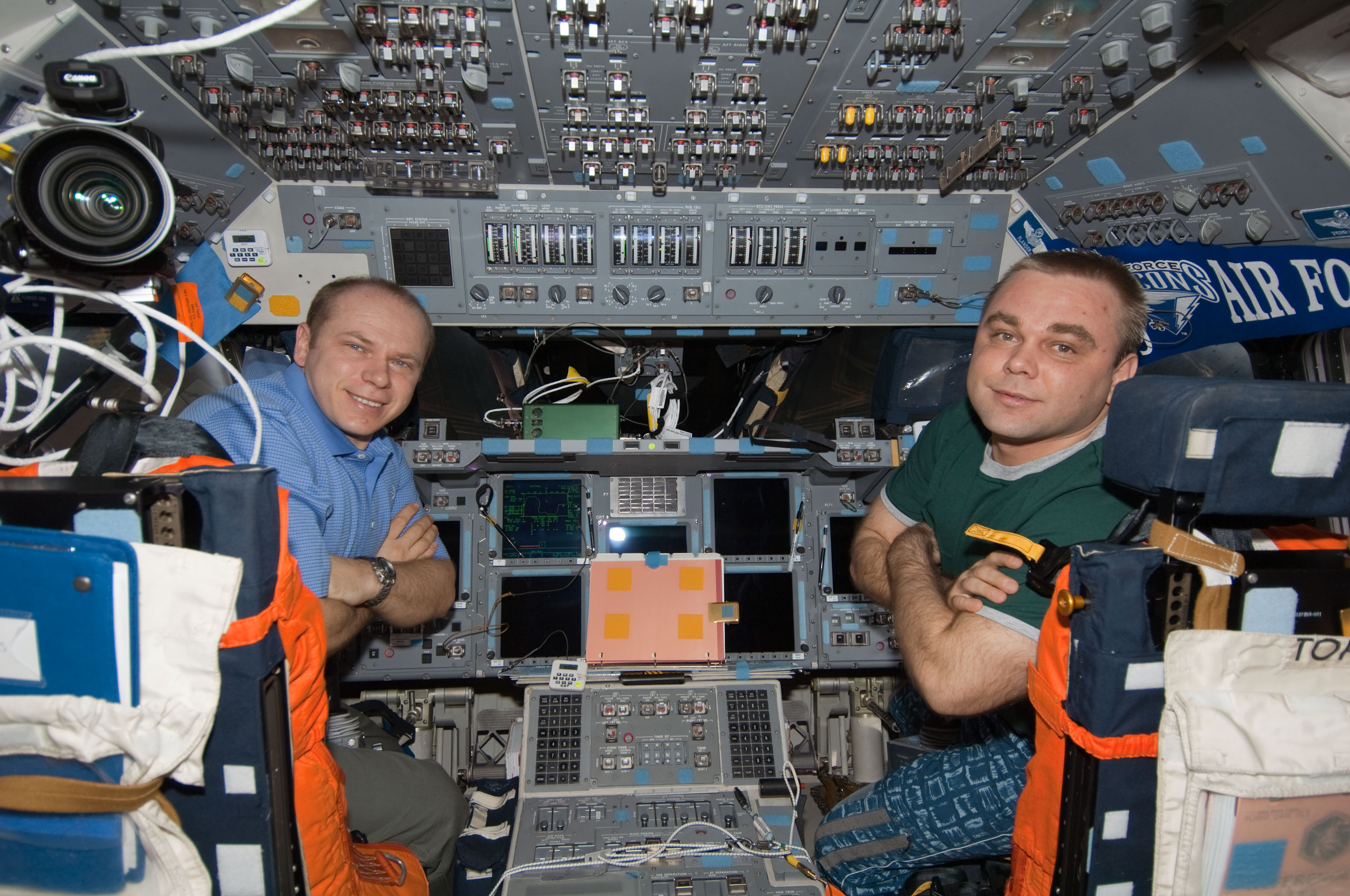
Олег Котов (слева) и Максим Сураев позируют для фото в кабине космического челнока «Индевор» (STS-130), 18 февраля 2010 г.

С марта 2006 года по апрель 2008 года прошёл подготовку в составе дублирующего экипажа МКС-17 в качестве командира корабля «Союз ТМА» и командира станции. С апреля 2008 года по март 2009 года готовился в составе дублирующего экипажа МКС-19/20 в качестве командира корабля «Союз ТМА» и бортинженера станции. В апреле 2009 года приступил к подготовке в составе основного экипажа МКС-21/22.
Стартовал 30 сентября 2009 года в качестве командира корабля «Союз ТМА-16» и члена 21/22-й основных экспедиций МКС вместе с американским астронавтом Джеффри Уильямсом и космическим туристом Ги Лалиберте (Канада). 2 октября 2009 года ТПК «Союз ТМА-16» успешно пристыковался к Международной космической станции.
Стал первым российским космонавтом, ведущим свой блог во время полёта. Журнал Wired признал блог Сураева самым интересным и весёлым среди «космических» блогов. Телеканал Вести также назвал Максима Сураева самым удивительным блогером года. В ходе эксперимента с выращиванием салата самовольно посеял семена пшеницы, получились очень хорошие результаты: колос был настоящий. Взял с собой маленькую копию регбийной «дыни» и сыграл с американскими астронавтами в первый в истории освоения космоса мини-регбийный матч в невесомости.
Корабль с космонавтами Сураевым и Уилльямсом на борту отстыковался от МКС 18 марта 2010 года в 11:03:03 московского времени (08:03:03 UTC) и совершил посадку в тот же день в 14:23:04 московского времени (11:23:04 UTC) в 58 километрах северо-восточнее города Аркалык (Казахстан).

### МКС-40
28 мая 2014 года ракета-носитель «Союз-ФГ» с пилотируемым космическим кораблём «Союз ТМА-13М» стартовала с космодрома Байконур в 23:57 мск. 29 мая в 5:44 мск корабль пристыковался к МКС.
10 ноября 2014 года в 06:58 мск спускаемый аппарат корабля «Союз ТМА-13М» совершил посадку севернее г. Аркалык (Республика Казахстан). Посадка прошла в штатном режиме. Члены экипажа длительной экспедиции МКС-40/41 в составе командира ТПК Максима Сураева, бортинженеров Грегори Уайсмена и Александра Герста вернулись на Землю.
Статистика
| # | Стартовый корабль | Старт, UTC        | Экспедиция              | Корабль посадки | Посадка, UTC      | Налёт                        | Выходы в открытый космос | Время в открытом космосе |
| - | ----------------- | ----------------- | ----------------------- | --------------- | ----------------- | ---------------------------- | ------------------------ | ------------------------ |
| 1 | Союз ТМА-16       | 30.09.2009, 07:14 | Союз ТМА-16, МКС-21/22  | Союз ТМА-16     | 18.03.2010, 11:24 | 169 суток 04 часа 09 минут   | 1                        | 05 часов 44 минуты       |
| 2 | Союз ТМА-13М      | 28.05.2014, 19:57 | Союз ТМА-13М, МКС-40/41 | Союз ТМА-13М    | 10.11.2014, 03:58 | 165 суток 08 часов 01 минута | 1                        | 03 часа 38 минут         |
|   |                   |                   |                         |                 |                   | 334 суток 12 часов 10 минут  | 2                        | 08 часов 12 минут        |

### Общественная и политическая деятельность

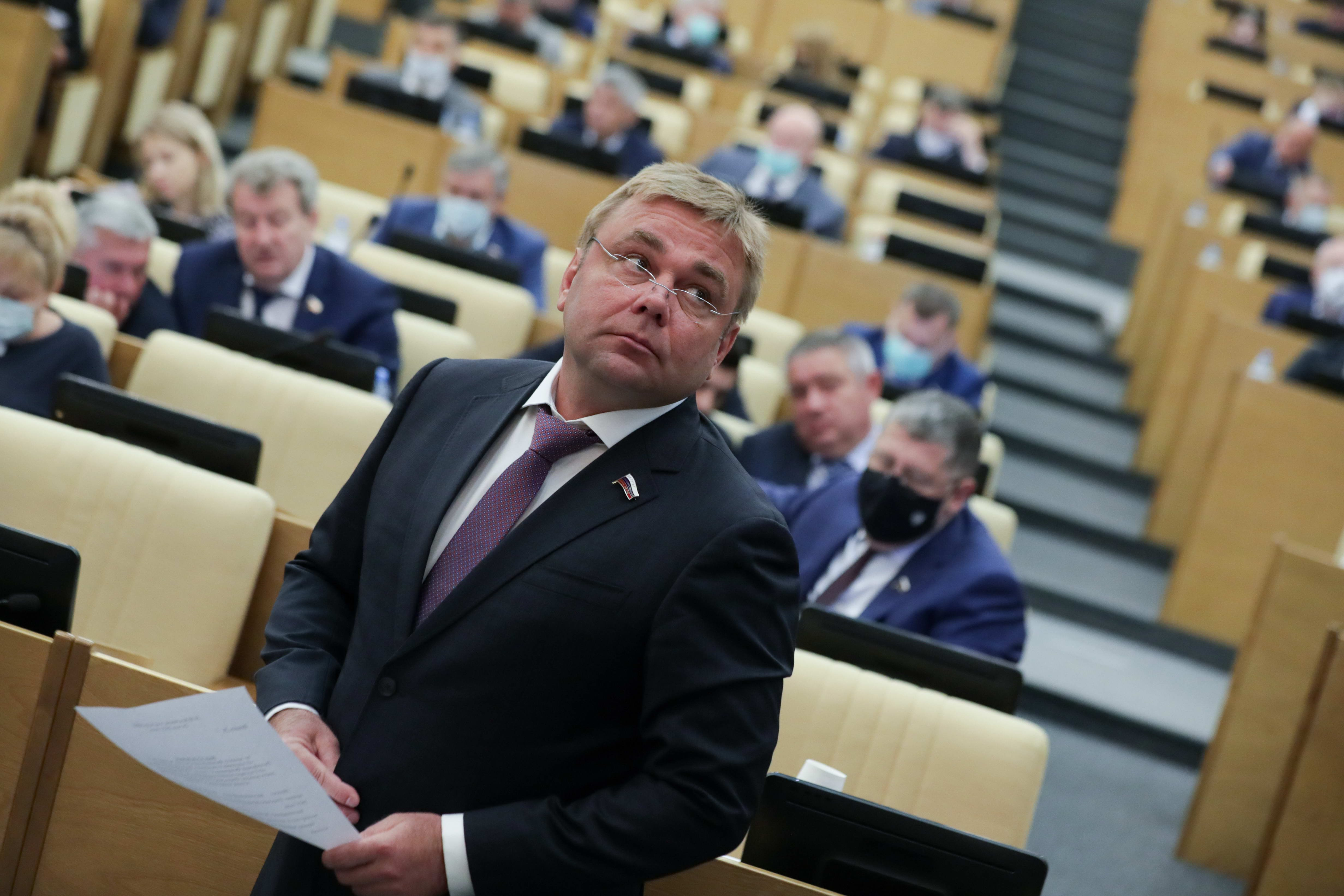
Член Комитета по транспорту и строительству Максим Сураев, 2021 год

Член Партии «Единая Россия» с 21 апреля 2011 года.
24 сентября 2011 года на XII съезде партии «Единая Россия» утвержден кандидатом в депутаты Государственной Думы РФ VI созыва от Московской области (включен в региональный список по Московской области под номером 19). По итогам выборов 4 декабря 2011 года в депутаты избран не был. Член Президиума Московского областного регионального политического совета партии «Единая Россия».
С 19 июня 2013 года — глава предвыборного штаба и. о. губернатора Московской области А. Ю. Воробьева на выборах губернатора области.
19 ноября 2013 года стал президентом Федерации регби Московской области. В 2015 году член Исполнительного комитета Общероссийской общественной организации «Спортивная Федерация (союз) регби России». Ныне член Высшего Совета Федерации регби России.
6 февраля 2016 года вошёл в состав Генерального совета партии «Единая Россия».
13 февраля 2014 года Постановлением Губернатора Московской области N26-ПГ утвержден членом Общественной палаты Московской области.
На XV съезде партии «Единая Россия», прошедшем в Москве 5 и 6 февраля 2016 года, был включен в генсовет партии в качестве представителя Московской области.
Член Общественного совета при ГУ МВД России по Московской области.
По результатам выборов, состоявшихся 18 сентября 2016 года, избран депутатом Государственной Думы Федерального собрания Российской Федерации VII созыва по одномандатному округу № 117 (Балашихинский одномандатный избирательный округ), получив 54,69 % голосов. Член комитета по транспорту и строительству.
23 сентября 2016 года приказом начальника ЦПК освобождён от должности инструктора-космонавта-испытателя 2-го класса и уволен из ЦПК в связи с избранием депутатом Государственной Думы РФ.
В Московской области проводится турнир по регби на призы Героя России лётчика-космонавта Максима Сураева.
В Челябинске проводится турнир по бадминтону на призы Героя России лётчика-космонавта Максима Сураева.
В 2024 году был доверенным лицом кандидата в президенты России Владимира Путина.

## Законотворческая деятельность
С 2016 по 2019 год, в течение исполнения полномочий депутата Государственной Думы VII созыва, выступил соавтором 22 законодательных инициатив и поправок к проектам федеральных законов.

## Воинские звания
- лейтенант (25.06.1994);
- старший лейтенант (17.06.1995);
- капитан (24.06.1997);
- майор (27.06.2000);
- подполковник (дата не установлена);
- полковник (2006).

## Награды
- Герой Российской Федерации и Лётчик-космонавт Российской Федерации (30 октября 2010 года) — за мужество и героизм, проявленные при осуществлении космического полёта на Международной космической станции[27].
- орден «За заслуги перед Отечеством» IV степени (8 марта 2016 года) — за мужество и высокий профессионализм, проявленные при осуществлении длительного космического полёта на Международной космической станции[28]
- медаль «За заслуги в освоении космоса» (12 апреля 2011 года) — за большие заслуги в области исследования, освоения и использования космического пространства, многолетнюю добросовестную работу, активную общественную деятельность[29];
- медали Вооруженных Сил Российской Федерации: «За воинскую доблесть» II степени, «За отличие в военной службе» I, II, III степени, «За службу в Военно-воздушных силах»;
- знак Королёва (Федеральное космическое агентство);
- медаль Алексея Леонова (Кемеровская область, 2015) — за два совершённых выхода в открытый космос[30];
- медаль «За выдающуюся общественную службу» (НАСА);
- медаль «За космический полёт» (НАСА);
- знак Губернатора Московской области «За полезное» (2013 год);
- орден «Доблесть Кузбасса» (Кемеровская область, июнь 2010 года)[31];
- награды общественных организаций;
- народная премия «Светлое прошлое» (Челябинск, 17 января 2011 года[32][33]);
- на основании постановления главы Ногинского муниципального района от 4 марта 2010 года № 454/40, Максиму Сураеву присвоено звание «Почётный гражданин Ногинского муниципального района Московской области»[34];
- в 2011 году, Ногинской школе № 5 было присвоено имя космонавта Максима Сураева[35].
- Звание «Друг Бакинского славянского университета» (2011 год)[36].
- Благодарность Правительства Российской Федерации (16 декабря 2019 года) — за большой вклад в развитие российского парламентаризма и активную законотворческую деятельность[37].

Максим Сураев стал вторым российским космонавтом (после Бориса Морукова), которому по итогам первого космического полёта было поначалу отказано в присвоении звания Героя России (ранее в 1998 году также не стал Героем России по итогам своего первого полёта в космос Юрий Михайлович Батурин, но он на тот момент не был профессиональным космонавтом, а затем в 2001 году он всё же получил звание Героя России за свой второй полёт). Министерство обороны Российской Федерации дважды не поддержало предложение Центра подготовки космонавтов присвоить звание Героя России офицеру-космонавту Максиму Сураеву, который провёл на МКС почти полгода. Оба раза приходили отказы с мотивировкой: недостаточно оснований. В конечном итоге космонавту Максиму Сураеву за его первый космический полёт всё же было присвоено звание Героя Российской Федерации Указом Президента Российской Федерации от 30 октября 2010 года.

## Личная жизнь
- Отец — Виктор Григорьевич Сураев (род. 27 июля 1945, с. Сарбала, Кемеровская область[39]), полковник ВВС запаса.
- Мать — Варвара Васильевна Сураева (Болдинова) (род. 18 декабря 1948).
- Две сестры — Наталья Викторовна Сураева (род. 28 мая 1969), Дарья Викторовна Сураева (род. 27 июля 1983).
- Жена (с июня 1997 года) — Анна Александровна Сураева (Харахордина) (род. 22 января 1976, Киселёвск, Кемеровская область).
- Две дочери — Арина (род. 2001), Ксения (род. 2004).

Увлечения: спорт, чтение.